# Joan Lahosa i Valimanya
Joan Lahosa i Valimanya   (Prat de Comte, 4 de novembre de 1902 - Barcelona, 5 d'octubre de 1981) fou un pintor català, autor d'un fresc a l'altar del Santuari de la Fontcalda, d'un retaule de la localitat de Valls i de les pintures de l'altar de l'ermita de Montserrat a Tortosa.
Fou el segon fill d'una família nombrosa que subsisteix en l'entorn rural. Joan Lahosa és pastor i això li permet estar en contacte permanentment amb la natura i apreciar les transformacions de totes les constants vitals del pas de les estacions, la relació entre la llum i l'ombra o els colors de les plantes, la qual cosa el dirigeix al dibuix i a la pintura com a entreteniment.
A instàncies de Mn. Querol, Joan Lahosa, després de fer el servei militar a Girona (1923), s'instal·la a Barcelona, on comparteix l'assistència a classe a l'Escola de Belles Arts de la Llotja amb el treball de descàrrega de fruites i verdures a la Boqueria per cobrir les despeses pròpies. Els estudis finalitzen el 1929.
L'any 1935 comença a realitzar exposicions en galeries de Barcelona, com Sira o Galeries Laietanes, on presenta, a més de temes diversos, algunes pintures vinculades a l'àmbit familiar.
Joan Lahosa és mobilitzat l'any 1938 i participa en la batalla de l'Ebre; hi acudeix amb el bloc de dibuix i les pintures sota el braç, no volia renunciar ni un sol moment al seu art. En acabar la guerra, és traslladat al camp de concentració d'Urduña, al País Basc, d'on va sortir pocs mesos després per retornar al seu estudi del carrer de Joaquim Costa; el 1940 es casa amb Regina Puigferrat, amb qui tingué un únic fill: Joan-Enric.
A partir d'aquest moment, Joan Lahosa es dedica plenament a la pintura. Els temes de la seva pintura són el retrat, el paisatge i la natura morta, sense oblidar la pintura religiosa que li dona projecció internacional. El seu treball destaca per la recerca de l'harmonia i de l'equilibri en el tractament del color.
Part de la seva obra es conserva al Museu d'Art Modern de la Diputació de Tarragona. A la Sala d'Exposicions Joan Lahosa Valimanya, a Prat de Comte, es pot veure una mostra permanent de la seva obra.
El 2017 es va presentar un nou llibre del pintor a Prat de Comte.